# Blücherstraße 4 (Bad Sachsa)

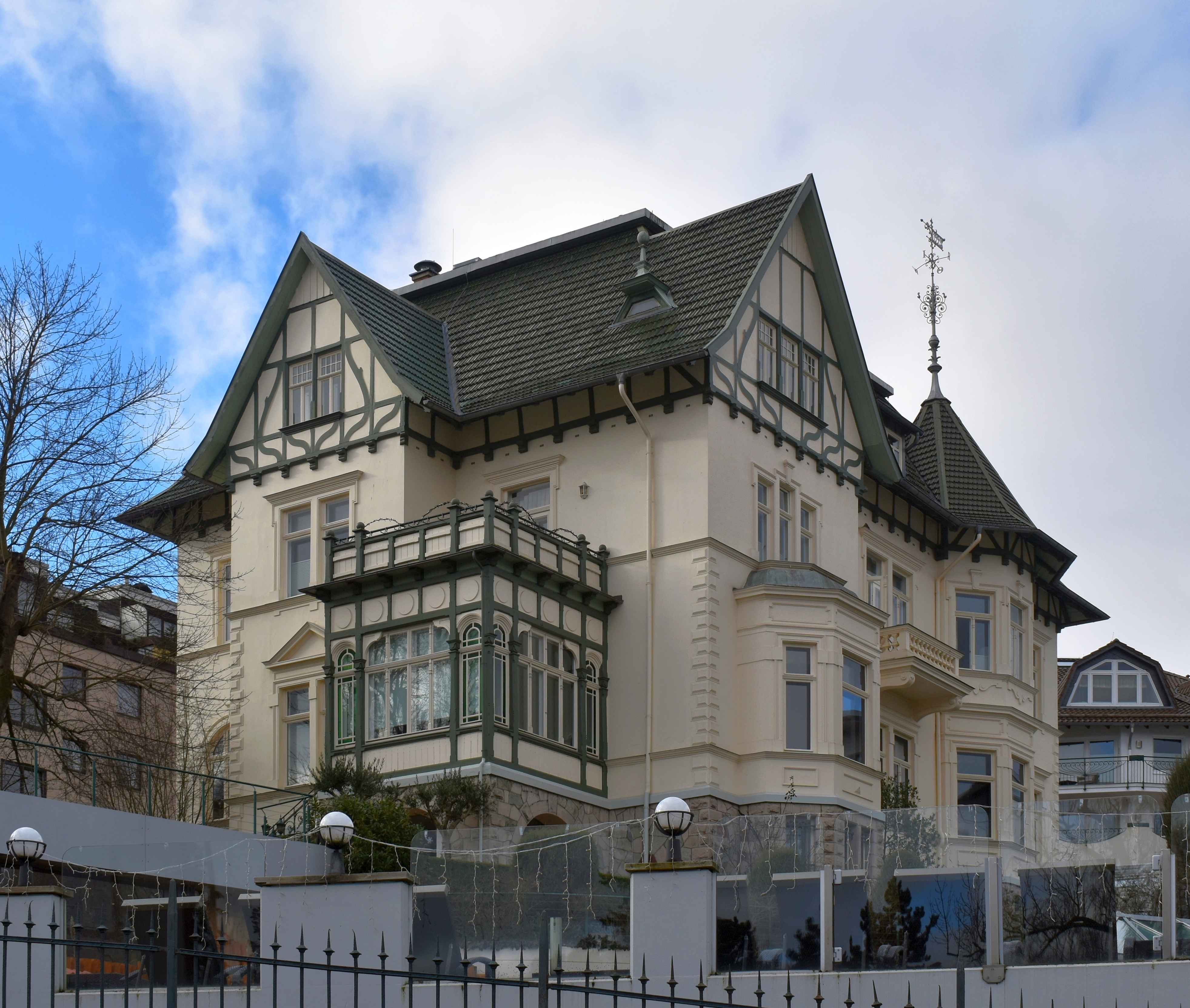
Villa Blücherstraße 4 (Bad Sachsa)

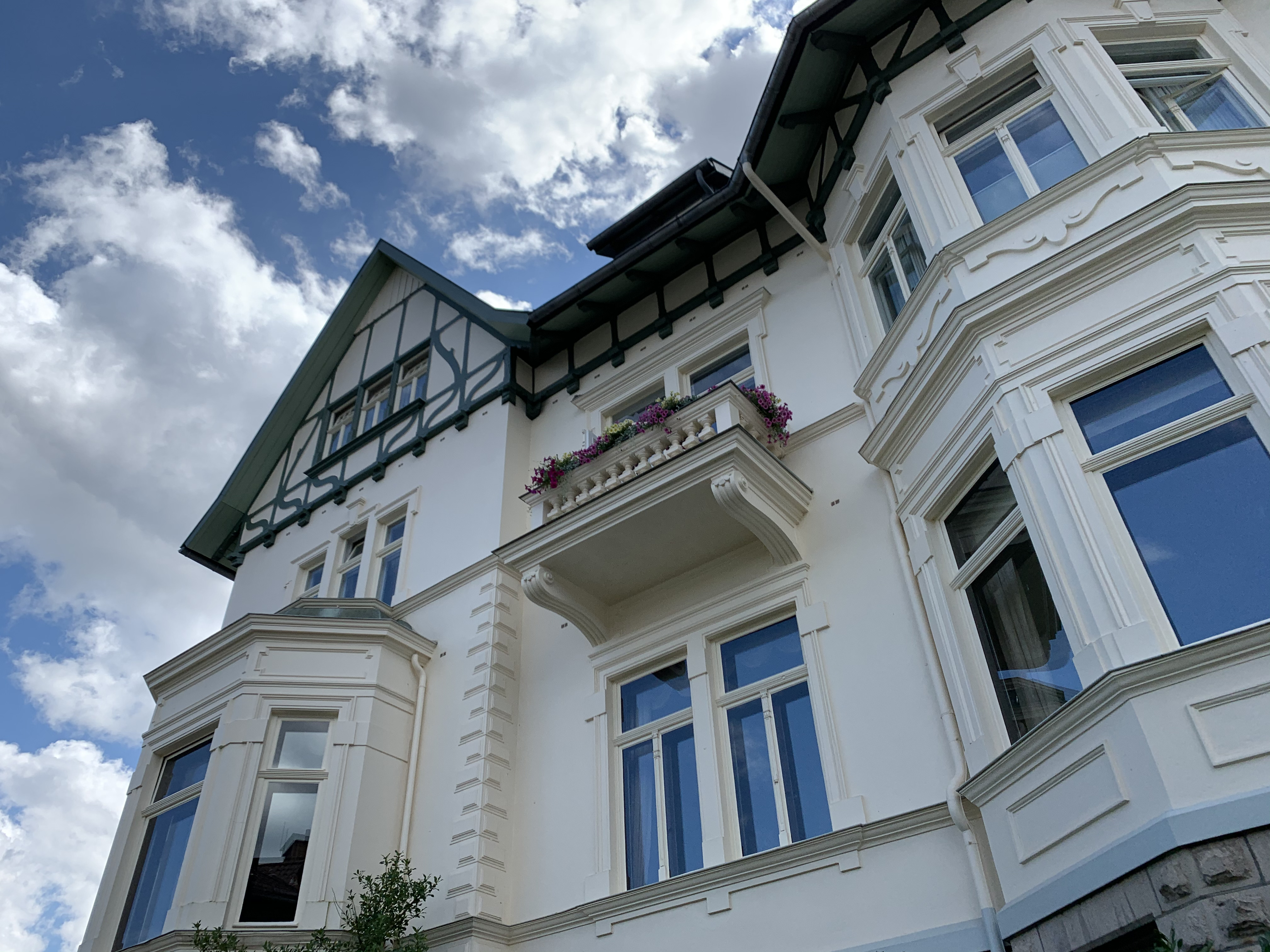
Ansicht auf die Villa vom Hotel aus

Die Villa Blücherstraße 4 (früher Bismarckstraße 14) ist ein eingetragenes Baudenkmal in der niedersächsischen Kurstadt Bad Sachsa und wird heute als Villa Vida bezeichnet, vormals Villa Uthemann, auch bekannt als Lohoff'sche Villa.
Heute ist die im Jahr 1900 erbaute Villa Teil der Hotelanlage Romantischer Winkel in unmittelbarer Nähe des Schmelzteichs, eines im 16. Jahrhundert künstlich angelegten Sees im Kurviertel der Stadt.
Ein weiteres historisches Baudenkmal auf dem Grundstück ist ein Gartenpavillon, er stammt von der Pariser Weltausstellung 1900.

## Geschichte
Die Villa wurde im Jahr 1900 errichtet und diente ursprünglich als Sommerresidenz der Familie des damaligen russischen Botschafters Franz Uthemann aus St. Petersburg, dessen Hauptwohnsitz sich in Wiesbaden befand. Einige Zeit später wurde im Jahr 1904 ein bis heute erhaltener Teepavillon gekauft, der auf der Pariser Weltausstellung des Jahres 1900 präsentiert und von Uthemann als Geschenk an seine Frau ersteigert worden war.
Anfang der 1920er Jahre wechselten die Besitzer. 1923 wurde das Anwesen durch die Unternehmerfamilie Lohoff erworben, was dazu führte, dass das Hauptgebäude in der Stadt als „Lohoff´sche Villa“ bekannt wurde. Der Besitzer Emil Lohoff war Inhaber der in Tettenborn ansässigen Harzer Holzwarenfabrik Gebr. Lohoff, einst weltgrößter Hersteller von Wäscheklammern.
Ende der 1930er Jahre verlegte der Chef-Gynäkologe des Kreiskrankenhauses in Nordhausen für einige Zeit seinen Wohnsitz in die Villa und richtete sich darin einen Entbindungsraum ein, was auch einige Geburten in der Villa zur Folge hatte.

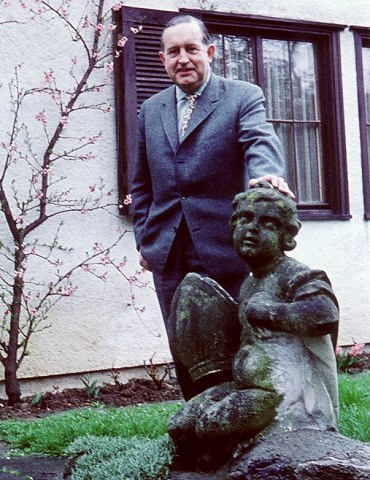
Norbert Schultze im Garten von Artur Beul und Lale Andersen in Zollikon

Von 1945 bis 1951 lebte der Komponist und Musiker Norbert Schultze (1911–2002) mit seiner zweiten Ehefrau Iwa Wanja und den gemeinsamen Kindern, unter ihnen der Musiker Kristian Schultze (1945–2011), in der Villa. Einige Jahre zuvor hatte Schultze mit dem Soldatenlied Lili Marleen eines seiner bekanntesten Werke komponiert, wodurch die norddeutsche Sängerin Lale Andersen (1905–1972) weltberühmt wurde. Eine der zahlreichen Versionen wurde auch von Marlene Dietrich (1901–1992) gesungen.
Im Jahr 1992 wurde das Anwesen in die benachbarte Anlage des 1978 entstandenen Hotels Romantischer Winkel integriert. Die Eigentümerfamilie Oelkers hatte Grundstück und Villa zuvor für 4.900.000 DM erworben. Das Gebäude wurde in der Folgezeit in „Villa Vida“ umbenannt.
Die Inhaber Annemarie und Wolfgang Oelkers eröffneten ihr Hotel im Jahr 1978 und erweiterten dessen Kapazität sowie dessen Ausstattung schrittweise. Am Anfang hatte das Hotel insgesamt 30 Betten, 2023 waren es 160. Im Jahr 2001 wurde die Hotelanlage an Nora und Josef Oelkers übergeben. 2007 eröffnete der ganzjährig beheizte Außenpool des Hotels. Zeitgleich wurde die Gesamtfläche für Wellness auf heute 3800 m² erweitert. In den darauffolgenden Jahren wurde das Hotel immer weiter ausgebaut.
Derzeit befinden sich in der Villa Vida neben Gästezimmern und Suiten ein Kinderclub, mehrere Veranstaltungs- und Tagungsräume sowie eine Hauskapelle. Die zwei historischen Bleiglasfenster der Hauskapelle stammen aus der St.-Nikolai-Kirche Bad Sachsa, sie wurden dieser ursprünglich von Willbrandt Rothert, dem Gründer des Internatsgymnasiums Pädagogium zur Konfirmation seiner Töchter gestiftet. Sehenswert ist die Türverglasung zum Flur der Beletage, sie zeigt Märchenmotive, u. a. Rotkäppchen.
2022 wurde neben dem Seerestaurant das Joseph’s Fine Dining Gourmet-Restaurant eröffnet welches 2025 mit einem Michelin-Stern ausgezeichnet wurde.
Die Villa ist üblicherweise am Tag des offenen Denkmals zu besichtigen.